# Синяя летопись
Синяя летопись (тибетский: དེབ་ཐེར་སྔོན་པོ|, Вайли: deb ther sngon po; англ. Blue Annals) — летопись, созданная gos lo tsā ba gzhon nu dpal (Гой-лоцава Шоннупэл — 1392—1481) и завершённая в 1476 году. Выражает точку зрения экуменического движения Римэ, особое внимание уделяется распространению различных школ буддизма в Тибете.
Английский перевод Юрия Рериха при поддержке Гендуна Чёпхела был опубликован в 1949 и стал одним из наиболее авторитетных источников по истории тибетского буддизма в мире.
Tibetan & Himalayan Digital Library работает над интерактивным переводом Синей Летописи.
Подобная работа позже составлена Тхукен Чёкьи Ньимой под названием Кристальное Зеркало Философских Систем (grub mtha' shel gyi me long), окончена в 1802. Тхукен предпочитал описывать историю Гелуг, но он также предоставляет обширные исторические сведения и опирается на Синюю Летопись. 

## Название
Полное название: Bod kyi yul du chos dang chos smra ba ji ltar byung ba’i rim pa Deb ther sNgon po или «Синяя Летопись. Буддизм, проповедники и этапы его развития в Тибете». Обычно название сокращают: Deb sNgon

## Автор
Го-лоцава Шоннупэл (полное имя — Го-лоцава Йидсанцепа Шоннупэл), настоятель монастыря Сармалин, создал Дэбтэр (Книгу) в 84 года. Он не писал лично, а диктовал текст своим помощникам. Работа была закончена в 1478 году в монастыре Чойдзон. Текст редактировал Пэл Чойкьи-Гьялцэн и махастхавира Гэлэг Пэлгён из Лхундуб Лхэцэ.

## Печать
Печатные доски вырезались по приказу Таши Даргье Лэгпэ-Гьялпо (Он упомянут в 15 книге Дэбтэра, лист 13а). Печать осуществлялось под наблюдением Шар Дагпопы Пэлчог-тамче-лэ Нампар Гьялвэ-лха. Главным переписчиком был Ньишар Таши, главным резчиком Тагпа Гьялцэн. 

Работа началась в 1481 в монастыре Ньял. Первое издание хранилось в монастыре Янпачен. Со временем некоторые доски были уничтожены, но их вырезали заново. Второе издание было создано в монастыре Гандэн Чойхорлин в Каме.

## Содержание
Книга относится к разряду чойчжун (Chhoejung) — история религии. Содержит краткие агиографии и линии передачи учения. Состоит из 15 книг (или глав):
- Первая книга — происхождение Шакья, Будда. Царская хронология Тибета, Монголии, Китая.
- Вторая книга — поздний период проповеди учения.
- Третья книга — ранние переводы тантр на Тибетский язык.
- Четвёртая книга — история новых тантр и школы Сакья.
- Пятая книга — история Атиши.
- Шестая книга — Ог-лоцава, мадхъямики, ньяя и Майтрея.
- Седьмая книга рассказывает о происхождении распространения тантр в Тибете.
- Восьмая книга — Марпа Лоцава.
- Девятая книга — Котагп и Нигу.
- Десятая книга — Калачакра и распространение этого учения.
- Одиннадцатая книга — махамудра.
- Двенадцатая книга — школа Шичэ.
- Тринадцатая книга — Чод и Карагпа.
- Четырнадцатая книга — Циклы Махакаруники, Ваджрамалы.
- Пятнадцатая книга — монашеские общины четырёх школ, история печати Дэбтэра.

## Издания
Новые издания  :
- Chandra, Lokesh (Ed. & Translator)(1974). The Blue Annals. International Academy of Indian Culture, New Delhi. This edition is a reproduction from block prints kept at Dbus gtsang Kun bde gling Monastery, Lhasa. The colophon (Chandra 970; Chengdu 1271; Roerich 1093) was composed by Rta tshag 8 Ye shes blo bzang bstan pa’i mgon po (1760—1810).
- Chengdu (Si khron mi rigs dpe skrun khang) (1984). deb ther sngon po. Two volumes, paginated continuously. According to Martin (1997), this modern edition is based upon the Kun bde gling blockprint, and collated with the edition of Dga’ ldan chos ‘khor gling Monastery, Amdo.
- Roerich, George N. and Gedun Choepel (Translator) (1988). The Blue Annals by Gö Lotsawa. Motilal Banarsidass, Delhi, 1976, Reprint in 1979. [reprint of Calcutta, Royal Asiatic Society of Bengal, 1949, in two volumes].
- Синяя летопись: История буддизма в Тибете, VI—XV вв. Гой-лоцава Шоннупэл, Юрий Николаевич Рерих; Евразия, 2001; Всего страниц: 767; 5807100921, 9785807100924